# 基尔皮斯耶尔维
基尔皮斯耶尔维（芬蘭語：Kilpisjärvi）是芬兰拉普兰区埃农泰基厄市镇的一个村庄，位于基尔皮斯湖畔。
基尔皮斯耶尔维著名的旅游景点是萨纳山以及位于基尔皮斯湖附近的芬兰、挪威和瑞典三国边境线的交汇点。

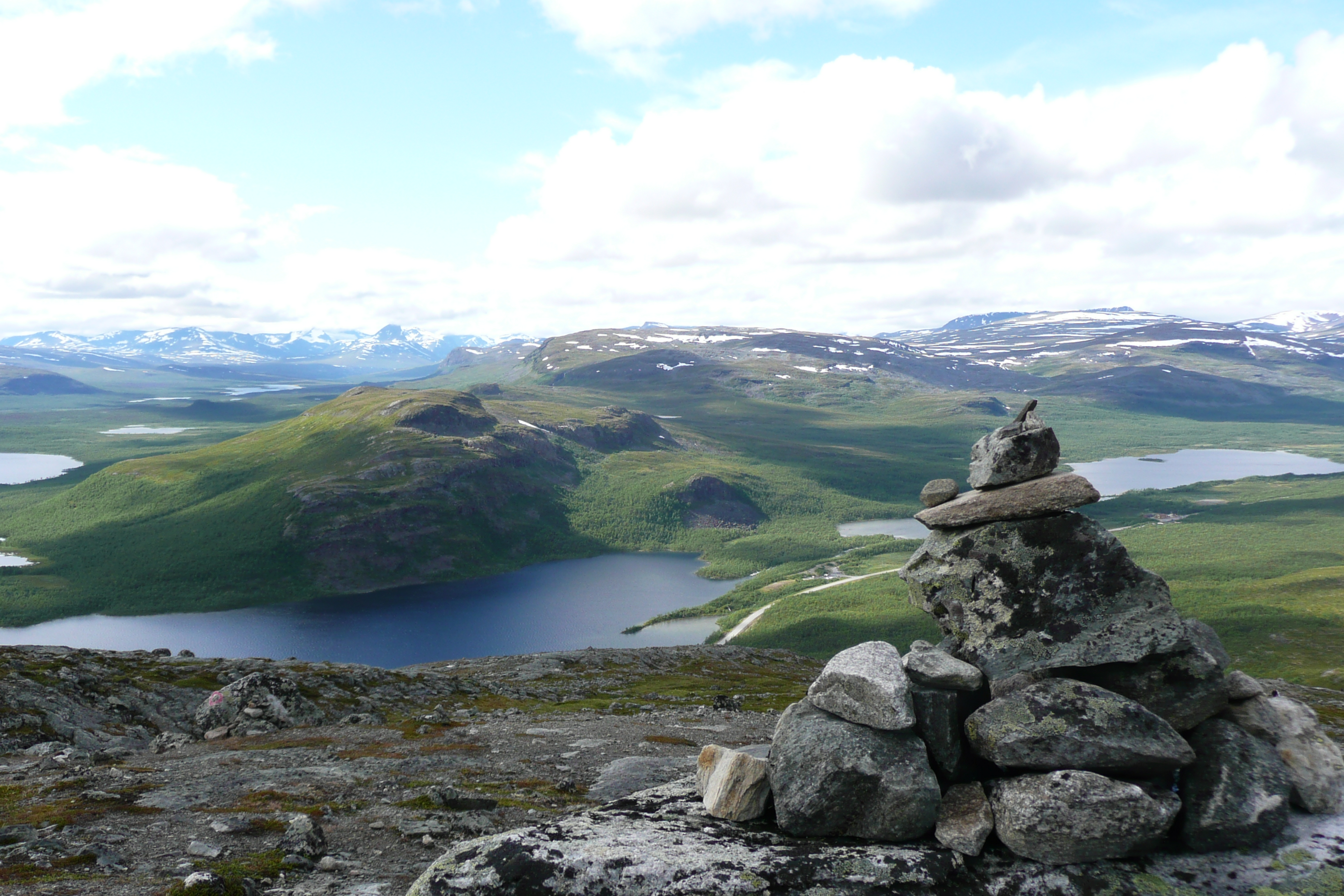
从萨纳山眺望玛拉自然保护区，图中左边的湖泊为基尔皮斯湖
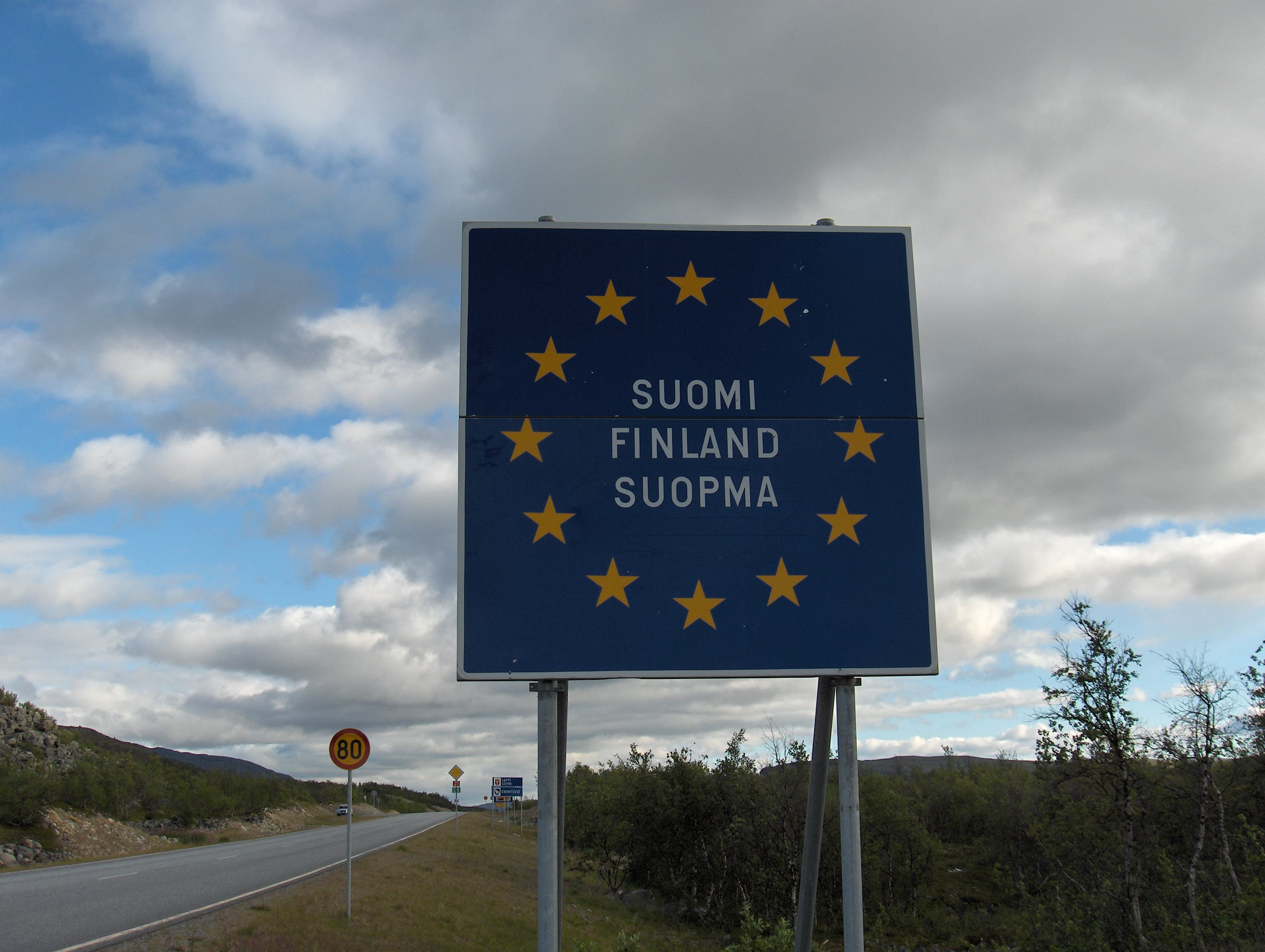
位于基尔皮斯耶尔维国道21号（欧洲E8公路）旁的三语标牌（芬兰国名在芬兰语、瑞典语和北萨米语中的写法）
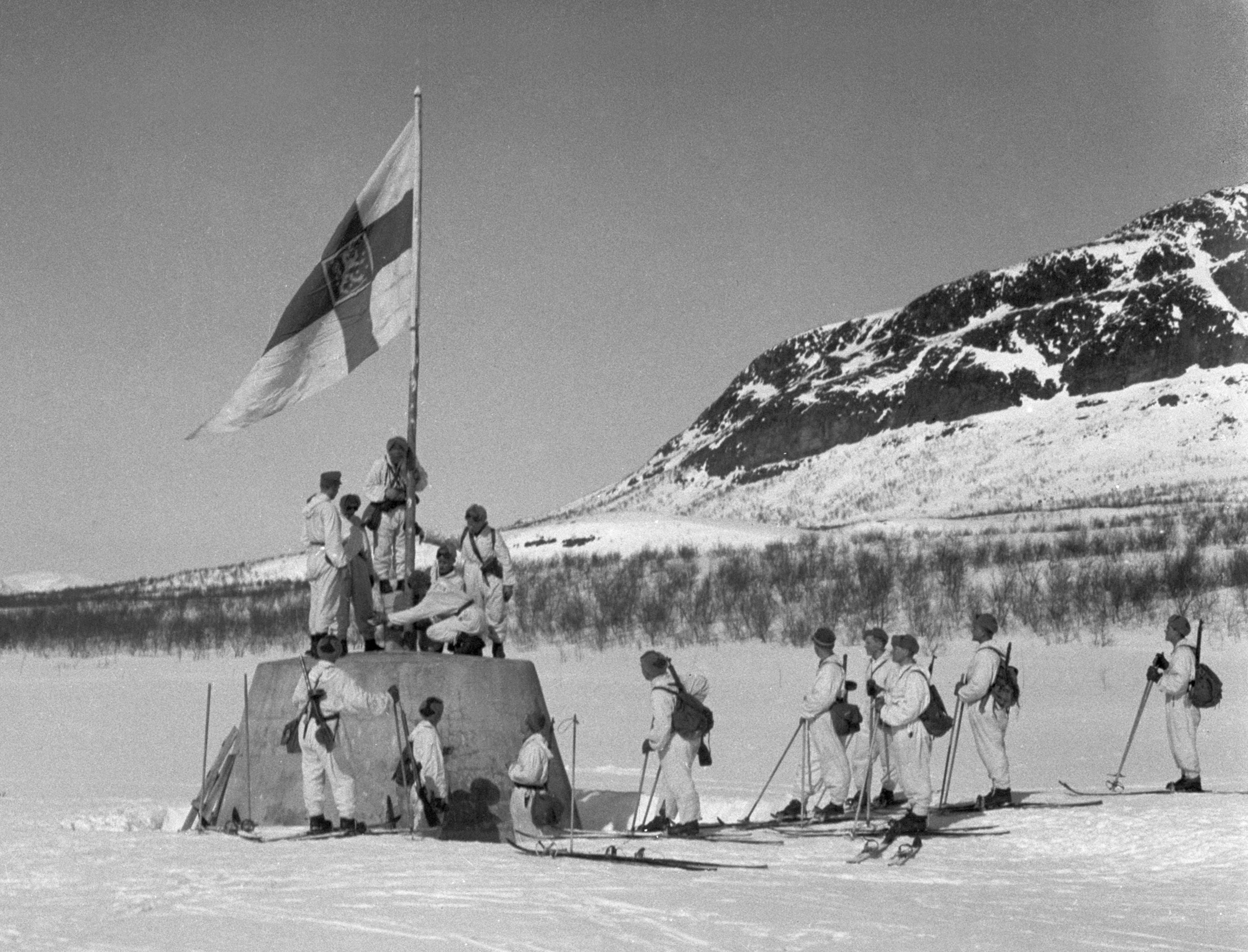
芬兰士兵于1945年4月27日在三国交界的界碑上升起芬兰国旗，标志着二战在芬兰的结束